# Martinus Theunis Steyn
Martinus Theunis Steyn (vagy Marthinus) (Oranje Szabadállam, 1857. október 2. – Bloemfontein, 1916. november 28.) búr politikus, államférfi, ügyvéd és katonai vezető. Katonai szolgálatán kívül Oranje Szabad Állam 6. és egyben utolsó elnöke is volt. Megbízatása szerint 1896-tól 1902-ig vezette Oranjét.

## Élete
Oranje Szabadállamban, Winburgban született. Szülei nagy hangsúlyt fektettek az oktatására, és Steyn a Grey Egyetemen is tanult. Dél-afrikai tanulmányainak befejezése után Hollandiába ment, és a Leiden Egyetemen jogot tanult. Később Angliába ment és folytatta tanulmányait.
Néhány évvel később visszatért Afrikába. Később különböző bíráskodási feladatokat látott el Oranjében. 1896-ban Oranje elnökének választják. A második búr háború idején támogatta a Transvaal-al való szövetséget, és személyesen is részt vett a harcokban.
A Dél-Afrikai Unió létrejötte után a Dél-Afrikai Párt egyik alapítója és tagja volt. 1914-ben csatlakozott a búr felkeléshez, amelyet azonban a brit gyarmati csapatok rövid időn belül levertek.
1916. november 28-án hunyt el, életének 59. évében.